# Kanton Portes du Couserans
Der Kanton Portes du Couserans ist ein französischer Wahlkreis im Département Ariège in der Region Okzitanien. Er umfasst 28 Gemeinden im Arrondissement Saint-Girons. Durch die landesweite Neuordnung der französischen Kantone wurde er 2015 neu geschaffen.

## Gemeinden
Der Kanton besteht aus 28 Gemeinden und Gemeindeteilen mit insgesamt 11.064 Einwohnern (Stand: 1. Januar 2022) auf einer Gesamtfläche von 380,52 km²:
| Gemeinde                   | Einwohner 1. Januar 2022 | Fläche km² | Dichte Einw./km² | Code INSEE | Postleitzahl |
| -------------------------- | ------------------------ | ---------- | ---------------- | ---------- | ------------ |
| Bagert                     | 41                       | 3,28       | 13               | 09033      | 09160        |
| Barjac                     | 43                       | 2,78       | 15               | 09037      | 09190        |
| Bédeille                   | 76                       | 9,46       | 8                | 09046      | 09230        |
| Betchat                    | 356                      | 22,00      | 16               | 09054      | 09160        |
| Caumont                    | 338                      | 9,22       | 37               | 09086      | 09160        |
| Cazavet                    | 192                      | 17,93      | 11               | 09091      | 09160        |
| Cérizols                   | 140                      | 14,34      | 10               | 09094      | 09230        |
| Contrazy                   | 71                       | 8,27       | 9                | 09098      | 09230        |
| Fabas                      | 353                      | 23,04      | 15               | 09120      | 09230        |
| Gajan                      | 330                      | 8,17       | 40               | 09128      | 09190        |
| La Bastide-du-Salat        | 202                      | 6,60       | 31               | 09041      | 09160        |
| Lacave                     | 116                      | 4,50       | 26               | 09148      | 09160        |
| Lasserre                   | 252                      | 8,47       | 30               | 09158      | 09230        |
| Lorp-Sentaraille           | 1.392                    | 6,15       | 226              | 09289      | 09190        |
| Mauvezin-de-Prat           | 99                       | 1,85       | 54               | 09183      | 09160        |
| Mauvezin-de-Sainte-Croix   | 52                       | 5,20       | 10               | 09184      | 09230        |
| Mercenac                   | 352                      | 13,57      | 26               | 09187      | 09160        |
| Mérigon                    | 113                      | 6,33       | 18               | 09190      | 09230        |
| Montardit                  | 223                      | 7,26       | 31               | 09198      | 09230        |
| Montesquieu-Avantès        | 261                      | 16,52      | 16               | 09204      | 09200        |
| Montgauch                  | 112                      | 9,15       | 12               | 09208      | 09160        |
| Montjoie-en-Couserans      | 1.001                    | 29,63      | 34               | 09209      | 09200        |
| Prat-Bonrepaux             | 858                      | 14,43      | 59               | 09235      | 09160        |
| Sainte-Croix-Volvestre     | 652                      | 19,66      | 33               | 09257      | 09230        |
| Saint-Lizier               | 1.384                    | 9,01       | 154              | 09268      | 09190        |
| Taurignan-Castet           | 160                      | 6,78       | 24               | 09307      | 09160        |
| Taurignan-Vieux            | 206                      | 5,86       | 35               | 09308      | 09190        |
| Tourtouse                  | 165                      | 11,87      | 14               | 09313      | 09230        |
| Kanton Portes du Couserans | 9.540                    | 301,33     | 32               | 0911       | –            |

## Politik
| Vertreter im Departementrat | Vertreter im Departementrat | Vertreter im Departementrat |
| Amtszeit                    | Namen                       | Partei                      |
| --------------------------- | --------------------------- | --------------------------- |
| 2015–                       | Alain Bari Magalie Bernère  | DVD                         |